# Liste der Naturdenkmale in Straubenhardt
| Naturdenkmale | Anzahl |
| ------------- | ------ |
| FND           | 2      |
| END           | 1      |
| Gesamt        | 3      |

Die Liste der Naturdenkmale in Straubenhardt nennt die verordneten Naturdenkmale (ND) der im baden-württembergischen Enzkreis liegenden Gemeinde Straubenhardt. In Straubenhardt gibt es insgesamt 3 als Naturdenkmal geschützte Objekte, davon 2 flächenhafte Naturdenkmale (FND) und 1 Einzelgebilde-Naturdenkmal (END).
Stand: 1. November 2016.

## Flächenhafte Naturdenkmale (FND)
| Name                             | Bild | Kennung     | Einzelheiten  | Position | Fläche Hektar | Datum         |
| -------------------------------- | ---- | ----------- | ------------- | -------- | ------------- | ------------- |
| Alter Turnplatz am Schneckenberg | BW   | 82360720002 | Straubenhardt | ⊙        | 0,2           | 29. Okt. 1952 |
| Conweiler Stein                  | BW   | 82360720001 | Straubenhardt | ⊙        | 0,0           | 22. Okt. 1949 |
| Legende für Naturdenkmal         |      |             |               |          |               |               |

## Einzelgebilde (END)
| Name                     | Bild | Kennung     | Einzelheiten  | Position | Fläche Hektar | Datum         |
| ------------------------ | ---- | ----------- | ------------- | -------- | ------------- | ------------- |
| Friedenslinde            | BW   | 82360720001 | Straubenhardt | ⊙        | 0,0           | 29. Okt. 1952 |
| Legende für Naturdenkmal |      |             |               |          |               |               |